# Baia Mare
Baia Mare (în maghiară Nagybánya, germană Frauenbach, Neustadt/Groß-Neustadt sau Frauenseiffen, latină Civitas Rivulus Dominarum) este municipiul de reședință al județului Maramureș, Transilvania, România, format din localitățile componente Baia Mare (reședința), Blidari, Firiza și Valea Neagră. Orașul este situat în depresiunea Baia Mare, pe cursul mijlociu al râului Săsar, la poalele Munților Gutâi.
Cele mai importante centre miniere ale județului Maramureș sunt localizate în teritoriile ce înconjoară orașul Baia Mare. Regiunea este cunoscută nu doar pentru bogățiile subterane, ci și pentru împrejurimile ce-i conferă o frumusețe aparte locului.
Plasat în mijlocul cursului râului Săsar, într-o arie a unei depresiuni la înălțimea medie de 194 metri deasupra nivelului mării, orașul Baia Mare permite accesul către niște rute montane precum Ignișul (1307 m), Mogoșa (1246 m), Gutâi (1443 m), Creasta Cocoșului (1428 m), etc. Pe lângă importanța lor minieră, unele locuri precum, Izvoare și Mogoșa sunt cunoscute pentru potențialul lor turistic, atât vara cât și iarna.
Numele vechi al orașului este în latină Rivulus Dominarum, în germană Frauenbach, în maghiară Asszonypataka sau Nagybánya. Orașul a fost atestat documentar în anul 1329 și s-a dezvoltat ca un centru aurifer în secolele XIV - XV. În 1446, orașul devine proprietatea familiei lui Iancu de Hunedoara. În 1469, în timpul domniei regelui ungar Matia Corvinul, orașul a fost fortificat.

## Etimologie
Etimologia numelui localității: din substantivul „baie" (însemnând exploatare minieră subterană, mină, ocnă; provenind din limba latină *bannea sau limba maghiară bánya), plus adjectivul „mare" (însemnând întins, vast; provenind din limba latină mas, maris).

## Istorie
Baia Mare a apărut pe harta așezărilor urbane ca urmare a activității de exploatare a minereurilor neferoase, primele informații certe cu privire la mineritul din zonă provenind din secolul XIV, chiar dacă începuturile medievale ale activităților de acest gen sunt mult mai timpurii, cel puțin din a doua jumătate a secolului al XIII-lea.
Memoria comunitară consemnează ca primă carte de identitate a orașului, documentul din 29 mai 1329, prin care regele Carol Robert (1301-1342) dăruia comitelui Corrardus, jude al orașelor Baia Mare și Baia Sprie, pădurea aflată între cele două așezări pentru ca acest teritoriu să fie populat. Baia Mare apare aici sub denumirea "civitas Rivuli Dominarum", judele Corrardus fiind același și pentru Mons Medius (Baia Sprie). Documentul din anul 1329 nu s-a păstrat, conținutul său fiind rezumat într-un act din anul 1479.
Prima diplomă privilegială a orașului, pe care o putem studia și astăzi, datează din 20 septembrie 1347 și a fost acordată de regele Ludovic I (1342-1382), la cererea judelui Martin, a parohului Ioan, magistrului Petru și notarului Ulrich, jurați din Baia Mare și Săsar (Rivulo Dominarum et Zazar Bánya), având în vedere faptul că privilegiul anterior al orașului a ars într-un incendiu.
Prin acest nou privilegiu se stabilesc hotarele orașului și se acordă locuitorilor numeroase drepturi: libertatea de a-și alege judele, jurații și parohul, dreptul de a judeca în interiorul orașului „toate pricinile ce se ivesc între ei, deopotrivă cele mari ca și cele mici”, asigurarea libertăților individuale, libertatea vămii, dreptul unui târg pe an, timp de cincisprezece zile „fără contenire”, dreptul de desfacere liberă a vinului, dreptul de a se fortifica cu ziduri „împotriva năvalei dușmanilor”. O categorie distinctă de prevederi vizează organizarea mineritului, precizându-se ca, anual, să se aleagă un jude al minerilor care să supravegheze împreună cu judele orașului și cu jurații, activitatea desfășurată în mine și să exercite dreptul de judecată în problemele legate de minerit. De asemenea, judele și jurații alegeau supraveghetorii minelor, care trebuiau „să cerceteze toate hrubele și lucrările de mină și să se îngrijească de venitul urburei” cuvenite regelui.
Toate acestea denotă faptul că, la mijlocul secolului XIV, Baia Mare era un oraș structurat și bine organizat, cu libertăți specifice unui oraș liber regal care beneficia de o autonomie ridicată în raport cu instituția comitatului de la Satu Mare. Această situație s-a menținut pe parcursul secolelor, până în anul 1876.
Documentele relevă și diversele denumiri ale orașului Baia Mare în cursul devenirii sale: civitas, castrum sau castellum Rivuli Dominarum, Asszonypataka, Bagna, Nagibánya, Nagybánya sau Frauenbach, Neustadt, Welka-Bánya.
În anul 1411 este atestată existența Monetăriei la Baia Mare, ale cărei începuturi sunt mai timpurii, probabil chiar din prima jumătate a secolului XIV. Aceasta s-a impus ca principala monetărie din Transilvania și Ungaria, în 1463 realizând un venit net de 20.000 florini anual, comparativ cu cele din Buda (8.000 florini anual) sau Sibiu (6.000 florini anual).
Mijlocul secolului XV înseamnă întrarea orașului în posesia și sfera de influență a puternicei familii a Huniazilor, fapt benefic pentru dezvoltarea sa economică și edilitară. Reînnoirea și lărgirea vechilor privilegii, sprijinirea mineritului și a monetăriei, prin deschiderea de noi galerii și prin aducerea de specialiști străini, construcțiile spectaculoase, ajunse până în zilele noastre ca moșteniri valoroase și simboluri istorice și arhitectonice, toate acestea au contribuit la configurarea identității unui oraș prosper, validat ca unul dintre cele mai dezvoltate centre miniere din regatul Ungariei.
Astfel, la 2 ianuarie 1445, Ioan de Hunedoara, voievod al Transilvaniei (1441-1446), guvernator al Ungariei (1446-1453), la cererea judelui și juraților, dispune ca autoritățile din țară să respecte privilegiile locuitorilor orașului Baia Mare, mai ales cele privitoare la scutirea de vamă și libera trecere a celor care călătoresc în problemele mineritului și pentru procurarea de alimente.
În anul 1446, Ioan de Hunedoara a vizitat orașul și a dispus construirea unui edificiu pentru soția sa Elisabeta, cunoscut astăzi sub numele de Casa Iancu de Hunedoara, precum și a turnului – clopotniță pentru impunătoarea biserică „Sfântul Ștefan”, care era deja ridicată din anul 1376. Finalizat de către fiul său, regele Matia Corvin (1458-1490), acesta constituie astăzi un autentic simbol istoric și arhitectural al orașului.
Turnul Ștefan sau „turnul mare” era și un loc ideal pentru observarea atentă a orașului, respectiv a împrejurimilor, iar din primele decenii ale secolului XVII, funcționalitatea și utilitatea acestuia se amplifică prin montarea primului orologiu (1628).
Un alt element de civilizație urbană care merită amintit este faptul că, printr-o diplomă emisă la 7 mai 1472, regele Matia permite orașului să perceapă vamă pentru căruțele care intră la târgul săptămânal din oraș, cu dreptul de a folosi acest venit pentru pavarea și curățirea străzilor.
În sfera economică, regele a fost preocupat de organizarea activităților miniere și sporirea producției de metale prețioase, întărind la 12 mai 1458 privilegiile anterioare ale orașului. În plan juridic, un privilegiu important l-a constituit acordarea puterii de judecată deplină orașului, prin exercitarea dreptului de a pedepsi cu moartea – „ius gladii”, la 25 iunie 1484.
Între alte privilegii, important prin conținut este și cel din 9 noiembrie 1469 prin care regele Matia Corvin acorda orașului, la cererea judelui, dreptul de a se înconjura cu zid împotriva repetatelor atacuri din afară, venite din partea românilor din Moldova („valahorum Moldavensis”). Vechiul sistem de apărare, format din valuri de pământ și palănci (întărituri din trunchiuri de copaci așezați orizontal) a fost înlocuit cu o centură de zid construit de către localnici, din piatră și cărămidă, întrerupte din loc în loc de turnuri (bastioane) puternice.
Din sistemul de fortificații ale orașului, astăzi poate fi văzut și vizitat Turnul Măcelarilor, ridicat în jurul anului 1500, cunoscut și sub numele de Bastionul de Muniții, deoarece în încăperea boltită aflată la primul nivel s-a depozitat, într-o anumită perioadă, muniția necesară pentru apărare.
Accesul în interiorul orașului se realiza prin mai multe porți de intrare, cele mai importante fiind: Poarta Maghiară (Poarta de Sud), construită după anul 1500, în zona Pieței Izvoarelor de azi, respectiv Poarta Podului (Poarta de Nord), localizată la capătul străzii Podul Viilor. Acestora li se adăugau o poartă situată în est, pe actuala stradă Vasile Lucaciu, și una înspre vest, în zona actualului Colegiu Național „Gheorghe Șincai”. Hotarele orașului se întindeau, conform diplomei de la 1347, confirmată inclusiv de regele Matia la 1476, dincolo de sistemul de apărare amintit, cuprinzând domeniul orașului.
Pe lângă minerit, ca activitate determinantă, la Baia Mare este atestată documentar, pentru secolele XIV-XVIII, existența unui număr însemnat de meșteșugari, independenți sau organizați în bresle: aurari, argintari, măcelari, dogari, croitori, brutari, blănari, cizmari etc. Organizarea în bresle s-a păstrat până în a doua jumătate a secolului XIX, în anul 1872 constituindu-se asociații „industriale”.
Piața orașului (Circulus Fori) servea de târg și piață, aici desfășurându-se și târgul anual, Baia Mare având dreptul, prin diploma din anul 1437, de a organiza „un iarmaroc și târg de an” care să înceapă în duminica dinainte de 16 octombrie (sărbătoarea „fericitului Gall mărturisitorul”) și „să țină fără contenire cincisprezece zile”.
După formarea Principatului autonom al Transilvaniei (1541) orașul Baia Mare, minele și monetăria au ajuns în proprietatea principilor ardeleni, care au introdus metoda arendării minelor, atât unor particulari, precum familiile Herberstein sau Lisibona, dar și orașului, rezultatele fiind mai degrabă negative.
În plan educațional, secolul XVI a adus, pe fondul izbânzii Reformei, înființarea primei școli medii superioare, Schola Rivulina (1547), a cărei istorie este legată de destinul confesiunii protestante din oraș.
Intrarea zonei Baia Mare sub jurisdicție austriacă (1694) a determinat modificări în plan administrativ, Diploma Leopoldină din anul 1691 consfințind trecerea orașului în „Partium” și în administrarea regilor Ungariei. Noul regim s-a instaurat cu dificultate, cauze multiple favorizând instabilitatea socială, pe fondul crizei politice și economice. În contextul răscoalei antihabsburgice condusă de principele Francisc Rákóczi al II-lea (1703-1711), Baia Mare a devenit teatrul de desfășurare al unor operațiuni militare, în cursul cărora haiducul Grigore Pintea (Viteazul), devenit comandant în oastea lui Rákóczi și-a găsit sfârșitul în zona Porții de Sud, fapt consemnat în protocolul de ședință al magistratului în 14 august 1703.
Mijlocul secolului al XVIII-lea aduce mutații semnificative în ceea ce privește organizarea sistemului minier, prin înființarea la Baia Mare a Inspectoratului superior minier (Inspectorat Oberamt), subordonat direct erariului regal. Noua instituție avea atribuții organizaționale, judiciare și financiare, pentru exercitarea cărora au fost create oficii miniere și oficii de topitorie, precum și judecătorii miniere, transformate ulterior (1788) în tribunale miniere districtuale. Jurisdicția celui de la Baia Mare se întindea asupra unui număr de 6 comitate din Ungaria și asupra Districtului Chioarului. Pentru a fi concentrate toate serviciile tehnice și administrative, între anii 1734-1739 a fost construită o clădire destinată Inspectoratului superior minier, în care a funcționat și Monetăria (Műnz Amt). Edificiul a fost considerabil mărit în anul 1782, luând forma și proporțiile pe care le păstrează și astăzi, aici fiind sediul Muzeului Județean de Istorie și Arheologie Maramureș.
O conscriere a impunerilor de la sfârșitul secolului al XVIII-lea (1790) ne oferă o imagine de ansamblu asupra orașului, consemnând existența unui număr de 3.580 locuitori și a 705 case. A doua jumătate a secolului XVIII înseamnă apariția unei problematici noi care, deși cantonată inițial pe palier ecleziastic, va pune în discuție întregul sistem comunitar băimărean. În această perioadă, românii de confesiune greco-catolică încep seria demersurilor care vizau obținerea unui lot de pământ necesar construcției unei biserici proprii. Într-o ecuație complicată, în care nu au lipsit idiosincraziile „celor vechi” față de cei care amenințau să se insinueze într-o solidaritate forjată prin tradiție, actorii au fost nu doar credincioșii români și conducerea orașului, ci și forurile guvernamentale și ecleziastice superioare. Intervenția suveranei Maria Tereza (1717-1780) a fost decisivă, aceasta dispunând în 1767 acordarea unui lot necesar construirii bisericii și școlii românilor în suburbiile orașului Baia Mare. Peste un an, conducerea urbei a pus la dispoziția uniților un teren situat în partea răsăriteană a orașului, imediat dincolo de zidul de apărare, mai exact între acesta și strada Baia Sprie. Terenul se învecina la est cu grădina aflată în posesia Monetăriei, la sud cu calea („via”) „Curuli”, la vest cu zidul orașului.
Înălțarea bisericii românești a început în anul 1771, iar conscripția ecleziastică din 1787 a consemnat în contul greco-catolicilor din Baia Mare o biserică de zid, un paroh și 1114 suflete.
Structura demografică și confesională a orașului s-a schimbat spectaculos în a doua jumătate a secolului XVIII, societatea începând să iasă năvalnic din tiparele medievale. Din punct de vedere edilitar și celelalte confesiuni și-au edificat noi biserici. Astfel, între anii 1717-1720 s-a construit Biserica romano-catolică „Sf. Treime”, lăcaș de cult deținut de iezuiți până la desființarea ordinului, în 1773, când a devenit biserică parohială. O altă construcție impozantă este Biserica reformată de pe actuala stradă Podul Viilor, construită între anii 1792-1809 (turnul fiind terminat în anul 1836) și considerată un valoros monument de stil neoclasicist.
Secolul XIX accentuează tendințele de urbanizare și modernizare, documentele relevând că, din punct de vedere demografic, populația orașului a crescut constant, de la 3.744 locuitori în 1820 la 9.089 în 1896.
Din punct de vedere organizațional, locul Inspectoratului superior minier a fost luat, în a doua jumătate a secolului XIX de către Direcția minelor din Baia Mare, cu atribuții extinse care au propulsat-o ca a doua instituție de acest gen din Ungaria.
Sfârșitul secolului XIX a adus noi elemente de identitate pentru Baia Mare care a început să se afirme ca un centru artistic european, întemeiat pe fundamentele unei structuri educaționale instituționalizate, respectiv Școala particulară de pictură Simon Hollósy (1896-1901). Centrul artistic Baia Mare funcționează neîntrerupt din anul 1896, asigurând orașului un loc și un rol bine definite pe harta artei plastice din România și din Europa.
Aceleași perioade îi aparține și Asociația muzeală băimăreană, înființată la 31 august 1899 prin eforturile istoricului Gyula Schönherr și care a reușit să atragă în sprijinul ideii de înființare a muzeului orașului atât intelectualii cât și autoritățile locale, instituția muzeală deschizându-și porțile la 19 iunie 1904.
Începutul secolului XX continuă seria realizărilor urbanistice, în anul 1910 inaugurându-se Hotelul Ștefan, edificiu impunător ridicat pe locul construcției având aceeași utilitate, dar care fusese afectată de un incendiu puternic în anul 1905. În 1911 s-a dat în folosință clădirea nouă a Școlii de Pictură, fenomenul artistic de la Baia Mare înregistrând, până după cel de-al Doilea Război Mondial, mai multe substructuri ale educației artistice: Școala Hollósy (1896-1901), Școala Liberă de Pictură (1902-1927), Școala de Arte Frumoase (1927-1935 și 1940-1950).
Parcul orașului s-a conturat pe locul grădinii publice amenajată în perioada 1840-1890, devenind un motiv de mândrie pentru localnici, dar și de apreciere pentru oaspeții orașului. Unirea din 1918 și instaurarea administrației românești au determinat modificări structurale, în consonanță cu evoluția societății românești. Astfel, Direcția minelor și uzinelor metalurgice Baia Mare a preluat toate proprietățile fostei structuri existentă anterior, coordonând exploatările miniere din zonă (Valea Roșie, Dealul Crucii, Baia Sprie, Cavnic, Băiuț), dar și pe cele din Rodna Veche, Roșia Montana și Săcărâmb, precum și Uzinele metalurgice Firiza de Jos și Zlatna. Pe lângă aceste mine ale statului au funcționat și societăți miniere particulare, multe cu capital străin.
Realitățile economice nu păreau să fi fost într-o contradicție fundamentală cu mediul înconjurător, de vreme ce, la data de 16 iunie 1930 Baia Mare a fost declarată stațiune climatică, situație care a adus beneficii zonei pe parcursul deceniului 4. Parcul central, redenumit „Regina Maria” constituia un element important al stațiunii, căruia i se adăugau și altele, precum Colonia de Pictură, Sanatoriul Wagner și Hotelul Ștefan, loc în care se desfășurau atât reprezentații teatrale, cât și expoziții ale pictorilor care promovau frumusețile orașului și ale zonei adiacente.
Piața din centrul vechi, în care se desfășurau tradiționalele târguri, a fost înlocuită, în anii 1933 – 1934, cu un parc bine îngrijit, toate aceste realități contribuind la definirea orașului Baia Mare ca o așezare urbană cochetă și liniștită, în pofida dezvoltării activităților de extracție și de prelucrare a minereurilor neferoase, comparativ cu perioada anterioară.
Bazată pe aceste atuuri, elita băimăreană a inițiat demersuri pentru validarea orașului și din perspectivă administrativă, Baia Mare devenind reședința județului Satu Mare pentru o scurtă perioadă (1926). Eșecul i-a determinat pe lideri să se orienteze spre alte proiecte astfel că la 5 iunie 1930 Baia Mare a devenit reședința Episcopiei Greco-Catolice a Maramureșului, structură ecleziastică înființată prin Concordatul semnat în 1927 între Sf. Scaun și Regatul României, jurisdicția sa întinzându-se asupra județelor Maramureș, Satu Mare și a unei părți din Sălaj. Catedrala noii episcopii a devenit biserica edificată în perioada 1905-1910, situată pe actuala stradă Vasile Lucaciu, care înlocuia prima biserică românească (1771), reședința episcopală fiind în localul fostei Școli civile de fete, construit în anul 1892.
Această configurare instituțională a adus prestigiu social orașului, definindu-l ca un pol urban dinamic, având funcțiuni bine articulate de ordin economic, ecleziastic, cultural și turistic. Avatarurile celui de-al doilea război mondial și ale perioadei ocupației (1940-1944) au marcat profund comunitatea băimăreană, însă pentru proiectele regimului comunist orașul Baia Mare devenise interesant din perspectivă politică, economică și administrativă. Astfel, localitatea a cunoscut un ritm accentuat de dezvoltare, mineritul și metalurgia predominând în raport cu celelalte ramuri industriale. Această componentă a fost dublată de cea administrativă, orașul devenind reședința regiunii Baia Mare (1950), denumită ulterior Maramureș, iar în anul 1968 al județului Maramureș. Dezvoltarea economică, edilitară, educațională, creșterea demografică au fost exponențiale. Astfel, dacă în anul 1930 Baia Mare avea aproape 14.000 de locuitori, în 1977 numărul acestora trecea de 100.000.
Realizările industriale și urbane au fost dublate însă, cu precădere în ultimii ani ai regimului comunist, de o altă realitate care, treptat, a devenit nu doar diferită, ci și opusă celei oficiale, cultivată de propaganda comunistă. Cenușiul a început să predomine nu doar la nivelul imaginii de ansamblu, ci și la cel al existenței cotidiene, atât de marcată de lipsuri. Activitățile industriei miniere și metalurgice au avut, pe lângă beneficiile dezvoltării, efecte negative asupra sănătății oamenilor și mediului.
Intrarea „cetății” în „zodia libertății”, după evenimentele din 1989, cu plusurile și minusurile susceptibile a fi identificate, denotă intenția comunității băimărene de a-și afirma valorile tradiționale în consonanță cu tendințele majore ale epocii actuale.
Cele mai vechi așezări în zonă datează din perioada paleoliticului superior. De regulă, plasarea istorică a orașului Baia Mare este accentuată ca aparținând Epocii Bronzului, dovezile fiind niște depozite de obiecte fabricate din aur și bronz, precum și referințe din literatura secundă a sfârșitului secolului al 19-lea sau începutul secolului 20, făcându-se trimiteri la minele romane din această zonă.
Orașul Baia Mare este menționat pentru prima dată în 1142, perioada regelui Geza al II-lea, sub numele de Asszonypataka - Frauenbach.
Localitatea este atestată documentar pentru prima oară în 1347, ca și Râul Doamnelor, (Rivulus Dominarum) într-un act al cancelariei regelui Carol Robert. Una din cele mai timpurii mărturii scrise care s-au păstrat, privind importanța minelor din Baia Mare și Săsar (maghiară Zazurbanya, inclusă acum în Baia Mare) datează din prima jumătate a secolului al 14-lea. Act eliberat de cancelaria regelui Ludovic I de Anjou la data de 20 septembrie 1347, acesta cuprinde o serie de privilegii acordate acestor centre miniere și locuitorilor săi de către rege, orașul Baia Mare fiind deja un oraș liber regal. Anul 1376 reprezintă anul în care apare un al doilea document privilegial, iar acesta din urmă are ca și efect reglementarea mineritului.
Ca și recompensă pentru lupta dusă de Ioan de Hunedoara împotriva turcilor, regiunea Băii Mari a trecut în anul 1446 în proprietatea lui. El va dispune ridicarea Catedralei Sfântul Ștefan, din care în prezent se mai păstrează doar Turnul Ștefan.

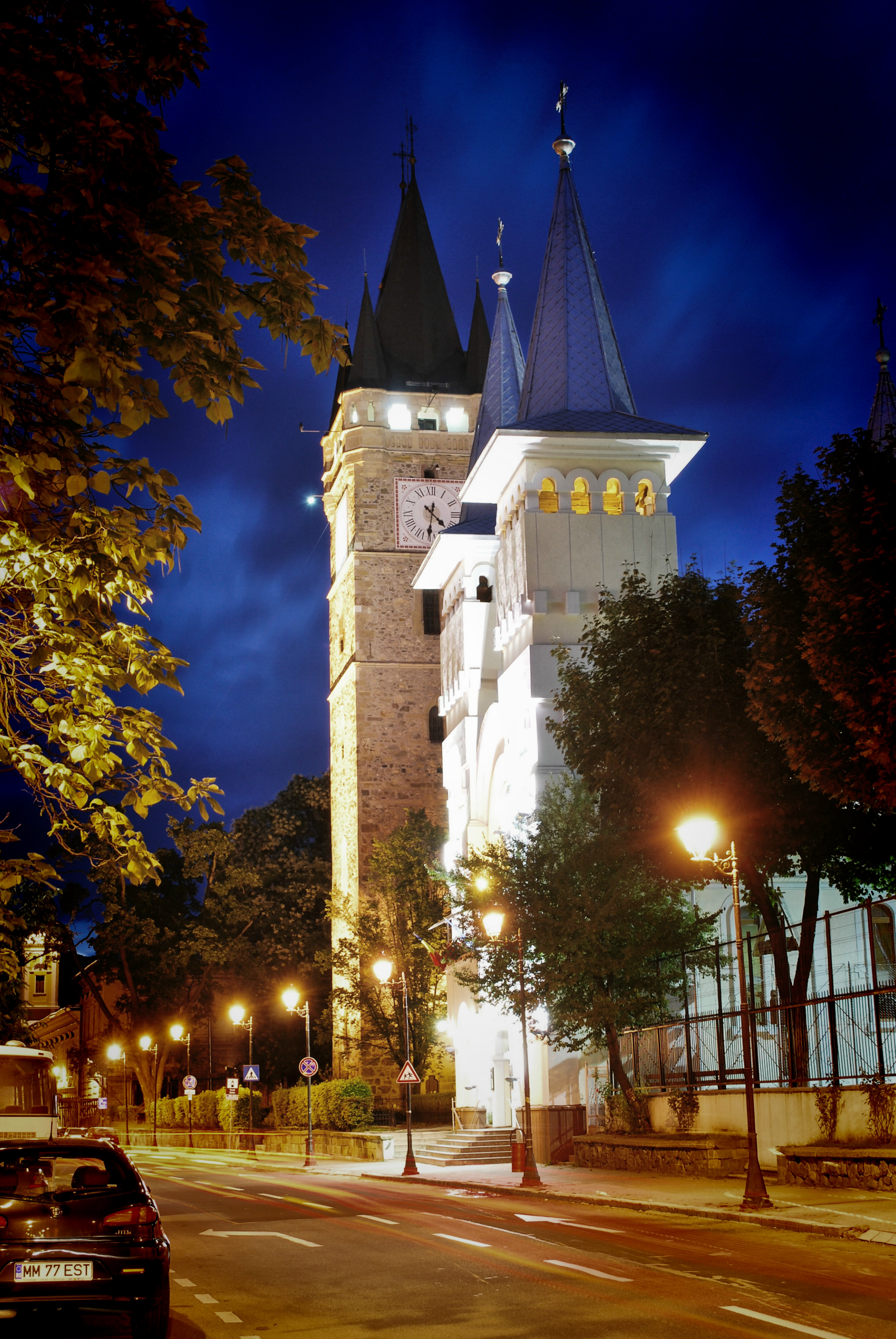
Turnul Ștefan

În 1469 regele Matia Corvin a acordat localității dreptul de a se înconjura cu ziduri de apărare, astfel fiind construită cetatea medievală a Băii Mari. Cu toate acestea în 1490 Baia Mare a fost ocupată de trupele poloneze ale prințului Ioan Albert. Din 1526 Baia Mare a trecut prin mai multe schimbări ale proprietarilor, începând cu principele Ioan Zápolya. Tot în această perioadă, în 1547, a luat naștere "Schola Rivulina", sub îndrumarea Bisericii Reformate, școală care a pregătit viitoare fețe bisericești și funcționari administrativi.

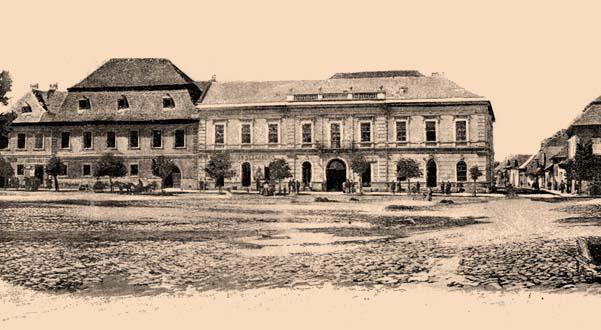
Piața Centrală în anul 1890

Orașul a cunoscut tumulturile războiului curuților. În 1703 a scăpat pentru scurt timp de sub controlul Imperiului Austriac, atunci când Pintea Viteazul a participat cu trupele sale, alături de Francisc Rakoczi al II-lea, la preluarea orașului.
Din 1889 datează prima publicație în limba română, "Gutinul", săptămânal socio-literar și economic.
În 2000 în apropiere de Baia Mare s-a produs unul dintre cele mai mari accidente ecologice din România: scurgerea de cianuri de la societatea Aurul, o firmă privată care activa în domeniul reprocesării vechilor halde de steril rezultate în urma activităților miniere din zonă vechi de secole pentru a extrage aur din acestea.

## Geografie

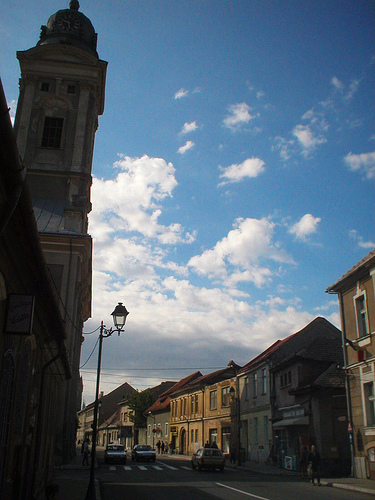
Imagine din Centrul Vechi

### Așezare geografică
Municipiul Baia Mare este situat în partea vestică a județului Maramureș, în depresiunea cu același nume, pe cursul mijlociu al râului Săsar, la o altitudine medie de 228 m față de nivelul mării, fiind cuprins de coordonatele geografice 47°39' - 47°48' latitudine nordică și 23°10' - 23°30' longitudine estică.
Structura acestui municipiu este alcătuită și din localitățile Blidari, Firiza, Valea Neagră, Valea Borcutului, însumând astfel o suprafata de 23.471 ha. La nord se învecinează cu Munții Igniș și Gutâi, la sud cu localitățile Recea și Groși, la est cu orașul Baia Sprie și la vest cu orașul Tăuții Măgherăuș.

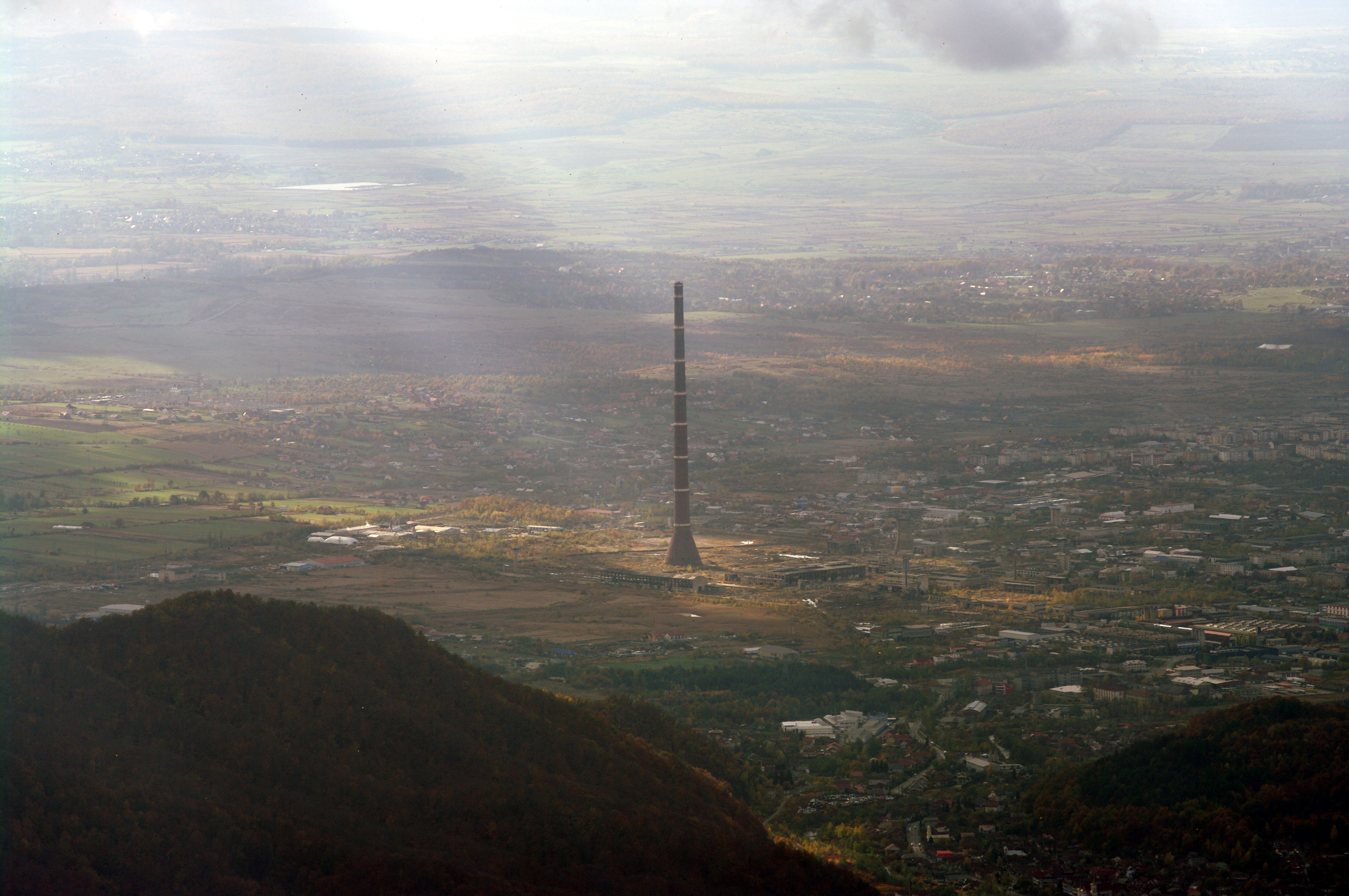
Baia Mare, văzută de pe Vârful Igniș

Suprafața teritoriului administrativ însumeaza 23.573 ha din care 3.170 ha sunt terenuri agricole, 18.599 ha - terenuri silvice, cu preponderență păduri, și 1.804 ha - construcții și alte destinații.

### Relief
Relieful depresiunii, format din câteva terase ale Someșului, Lapusului si Sasarului, are aspectul unui amfiteatru cu largă deschidere spre vest, iar la nord si est se ridică Munții Igniș și Gutâi, cu spinări rotunjite, acoperiti cu păduri și platouri bogate în pășuni. 
Dintre munceii care saltă brusc deasupra depresiunii se remarcă Dealul Murgau (633m), Dealul Florilor (367m), Dealul Crucii (501m), Piatra Bulzului, Rotunda, Pleasca Mare, Igniș (1307m), Iezurele, etc. Lanțul munților Gutâi formează o unitate geomorfologică mai aparte, cu roci eruptive, care pun în evidența piscurile Mogosa (1.246m), Gutâi (1.443m) și Creasta Cocosului (1.428m). Aceasta din urma este o rămășiță dintr-un vechi crater vulcanic, cu stânci golase, dispuse sub forma de falii verticale ca o fortăreață ciudată, cu pereți prăpăstioși, fapt ce constituie un obiectiv de mare interes pentru turiști.
Scoarța terestră din zona municipiului cuprinde o structură pedogenetică variată, căci alături de solurile podzolice predominante se găsesc soluri pseudogleice și aluviale specifice zonei depresionare, precum și soluri brune de pădure, soluri montane acide, etc.

### Hidrografie
Rețeaua hidrografică este formată, în principal, din râul Săsar, lung de 31,6 km, care străbate orașul de la est la vest colectând apele râurilor Chiuzbaia și Firiza, și a pârâurilor Sf. Ioan, Usturoiul, Valea Roșie și Borcut. Pe râul Firiza, la 5 km distanță de centrul orașului, s-a construit Barajul Strâmtori-Firiza (52 m înălțime) prin care s-a creat un lac de acumulare în suprafață de 110 ha ce asigură necesarul de apă potabilă a municipiului. La aceasta se adaugă Lacul Bodi Ferneziu și Lacul Bodi Baia Sprie (numit și Lacul Mogoșa sau Lacul Pintea Viteazul), create prin baraje artificiale în secolul al XVIII-lea. Ele constituie îndrăgite locuri de agrement. Trebuie amintită aici existența unor izvoare de apa minerală pe Valea Borcutului, Valea Usturoi și Firiza.

### Climă
Din zona municipiului Baia Mare are unele caracteristici specifice, mai aparte, datorită existenței lanțului carpatic ce îndeplinește rolul benefic de paravan, împiedicând intemperiile reci dinspre nord-est. Aflată la adăpost, depresiunea are un climat de nuanță mediteraneeană, cu ierni blânde, fără mari viscole, cu veri răcoroase, prelungite și un echilibru atmosferic favorabil. Temperatura aerului atinge cota medie, multianuală de 9,6 °C. Media lunii ianuarie se ridică la -2.4 °C, iar a lunii iunie la 19,9 °C. Precipitațiile atmosferice sunt în general constante, totalizând o medie anuală de 976 mm. 
Vânturile nu prezintă caracteristici deosebite. Datorită imobilizării maselor de aer în depresiune, se înregistrează perioade lungi de calm atmosferic, fapt ce influețează negativ starea de poluare a orașului.

### Floră și faună
Vegetația cuprinde o gamă variată de specii ierboase și arborescente, în funcție de varietatea terenului, a solului și a climei. 
Pădurile ocupă 80% din suprafața localității. Depresiunea Baia Mare face parte din arsenalul pădurilor de foioase (fag, carpen, stejar) - astăzi în mare parte defrișate și înlocuite de culturi agricole și pajiști secundare. Etajul pădurilor de foioase se întinde pe altitudini cuprinse între 300 și 1200 m, formând un brâu verde în jurul orașului. Pe rama depresiunii Baia Mare predomină pădurile de gorun în amestec cu carpen. Pădurile de fag și carpen ocupă versanții vestici si sudici ai munților Gutin. 
Specifice Depresiunii Baia Mare sunt suprafețele întinse ocupate de castanul comestibil care urcă și pe versanții cu expoziție sudică și vestică până la altitudini de 600 m. Pădurile de castani de la Baia Mare formează cea mai mare suprafață împădurită cu această specie din România. Aici castanul comestibil este perfect aclimatizat, vegetând ca specie care se regenerează pe cale naturală, preferând solurile montane acide, cu drenaj bun și evitând solurile podzolice pseudogleizate și cu drenaj slab. 
Trecerea de la pădure spre pășune sau teren cultivat este de obicei de o liziera de arbust alcătuită din specii ca alunul, socul, cornul, calinul, sângerul și lemnul câinesc.
Fauna din spațiul geografic băimărean cuprinde aproape toate speciile cunoscute din zona carpatică, valoroase cinegetic: cerbul, căpriorul, lupul, vulpea, iepurele, jderul și veverița. Aceste specii sunt frecvente în zona pășunilor montane alpine. 
Păsările sunt bine reprezentate mai ales în locurile unde predomina pădurea de fag, mai bine conservată în ciuda defrișărilor masive, prin: ierunca, porumbel de scorbură, huhurezu mare, uliu porumbar, bufnița și șoimul. 
În apele de munte trăiesc: lostrita, păstrăvul, scobarul și știuca; iar în apele de ses se întâlnesc cleanul dungat și babetele.

## Demografie
Componența etnică a municipiului Baia Mare
     Români (71,52%)
     Maghiari (8,01%)
     Romi (1,63%)
     Alte etnii (0,45%)
     Necunoscută (18,39%)
Componența confesională a municipiului Baia Mare
     Ortodocși (58,2%)
     Romano-catolici (6,27%)
     Baptiști (3,8%)
     Penticostali (3,9%)
     Greco-catolici (3,9%)
     Reformați (4,2%)
     Alte religii (2,57%)
     Necunoscută (19,78%)
Conform recensământului efectuat în 2021, populația municipiului Baia Mare se ridică la 108.759 de locuitori, în scădere față de recensământul anterior din 2011, când fuseseră înregistrați 123.738 de locuitori. Majoritatea locuitorilor sunt români (71,52%), cu minorități de maghiari (8,01%) și romi (1,63%), iar pentru 18,39% nu se cunoaște apartenența etnică. Din punct de vedere confesional, majoritatea locuitorilor sunt ortodocși (58,2%), cu minorități de romano-catolici (6,27%), reformați (4,2%), baptiști (3.8%), penticostali (3,9%), greco-catolici (3,9%) și martori ai lui Iehova (1,18%), iar pentru 19,78% nu se cunoaște apartenența confesională.
Date: Recensăminte sau birourile de statistică - grafică realizată de Wikipedia

## Administrație

### Primăria și Consiliul Local
Municipiul Baia Mare este administrat de un primar și un consiliu local compus din 23 consilieri. Primarul, Ioan-Doru Dăncuș[*], de la Partidul Social Democrat, este în funcție din 1 noiembrie 2024. Începând cu alegerile locale din 2024, consiliul local are următoarea componență pe partide politice:
|  | Partid                                 | Consilieri | Componența Consiliului | Componența Consiliului | Componența Consiliului | Componența Consiliului | Componența Consiliului | Componența Consiliului |
|  | -------------------------------------- | ---------- | ---------------------- | ---------------------- | ---------------------- | ---------------------- | ---------------------- | ---------------------- |
|  | Partidul Social Democrat               | 6          |                        |                        |                        |                        |                        |                        |
|  | Partidul Național Liberal              | 5          |                        |                        |                        |                        |                        |                        |
|  | Alianța Dreapta Unită                  | 4          |                        |                        |                        |                        |                        |                        |
|  | Uniunea Democrată Maghiară din România | 3          |                        |                        |                        |                        |                        |                        |
|  | Partidul Verticala Nouă                | 3          |                        |                        |                        |                        |                        |                        |
|  | Alianța pentru Unirea Românilor        | 2          |                        |                        |                        |                        |                        |                        |

Cătălin Cherecheș a fost ales pentru prima oară, la alegerile locale parțiale din 2011, din partea PNL pe listele USL. La alegerile locale din 10 iunie 2012 acesta a fost reales în funcția de primar al Municipiului Baia Mare cu un procent de 86,03% din numărul alegătorilor prezenți la vot. La sfârșitul mandatului în mai-iunie 2016 Cherecheș a fost suspendat deoarece a fost arestat preventiv fiind anchetat de Direcția Națională Anticorupție (DNA), sub suspiciunea de luare de mită în formă continuată, iar viceprimarul István Ludescher a fost desemnat primar interimar. În iunie 2016 la alegerile locale, Cherecheș aflat la acel moment în stare de arest preventiv, a fost reales cu un procent de 70% din numărul celor care s-au prezentat la vot. Cherecheș a candidat de această dată din partea alianței electorale Coaliția pentru Baia Mare, formată din UNPR, PNȚCD, PSRo, UDMR și FDGR. În iulie 2016, Cherecheș aflat în continuare în stare de arest preventiv, a depus jurământul de primar și a fost suspendat iar viceprimarul Marinel Rob a fost desemnat primar interimar. Suspendarea din funcție a continuat pe timpul arestului la domiciliu și a punerii sub control judiciar până în mai 2017. La alegerile locale din 2020, Cherecheș a candidat din partea alianței electorale Coaliția pentru Maramureș, formată din PSD, PNȚCD și PPU sustinut și de UDMR, și a fost reales cu un procent de 41% din numărul celor care s-au prezentat la vot. Mandatul de primar obținut în 2020 al lui Cătălin Cherecheș a încetat, de drept, la pronunțarea deciziei nr.1704/A/2023 a Curții de Apel Cluj prin care a fost condamnat definitiv la o pedeapsă de 5 ani închisoare, fapt constatat prin Ordinul nr. 622 din 29.11.2023 al prefectului județului Maramureș. Viceprimarul Ioan Doru Dăncuș a preluat atribuțiile de primar în baza H.C.L. nr. 418 din 29.12.2020, devenind primar interimar.
Lista primarilor, viceprimarilor și a primarilor interimari din perioada recentă a municipiului Baia Mare:
Primarii interimari sunt evidențiați cu galben
| Perioada                 | Primar                                                   | Viceprimari                                                                                          |
| ------------------------ | -------------------------------------------------------- | --- |
| mai 2011 - 2012          | Cătălin Cherecheș (PNL/USL)                              | István Ludescher (UDMR) Dumitru Matei (PSD/USL)                                                      |
| 2012 - 2016              | Cătălin Cherecheș (PNL/USL)                              | István Ludescher (UDMR) Dumitru Matei (PSD/USL) Gabriela Hofer (PSD/USL) Dorel Mureșan (Independent) |
| mai - iunie 2016         | István Ludescher (UDMR)                                  | |
| 2016 - 2020              | Cătălin Cherecheș (UNPR/Coaliția pentru Baia Mare; FDGR) | Marinel Rob (Coaliția pentru Baia Mare; PNL) Noémi Erika Vida (UDMR)                                 |
| iunie 2016 - mai 2017    | Marinel Rob (Coaliția pentru Baia Mare; PNL)             | |
| 2020 - 29 noiembrie 2023 | Cătălin Cherecheș (PNȚCD/Coaliția pentru Maramureș; PSD) | Ioan Doru Dăncuș (PNȚCD/Coaliția pentru Maramureș) Zsolt István Pap (UDMR)                           |
| 29 noiembrie 2023 - 0    | Ioan Doru Dăncuș(PNȚCD/Coaliția pentru Maramureș)        | |

### Cartiere
- Cartierul Depozitelor
- Cartierul Ferneziu
- Cartierul Firiza
- Cartierul Gării
- Cartierul Griviței
- Cartierul Orașul Vechi
- Cartierul Progresul
- Cartierul Republicii
- Cartierul Săsar
- Cartierul Decebal
- Cartierul Traian
- Cartierul Valea Borcutului
- Cartierul Valea Roșie
- Cartierul Vasile Alecsandri

## Economie
Economia orașului Baia Mare s-a dezvoltat în strânsă legătură cu activitatea minieră specifică zonei.
În prezent, principalii angajatori sunt companiile care și-au deschis unități de producție în Baia Mare și imprejurimi, instituțiile publice și supermarketurile.

### Industria minieră

#### Istoric
Depresiunea Baia Mare este situată în zona de contact dintre Platforma Someșeană și Carpații Orientali. La sfârșitul Pliocenului, această regiune făcea parte dintr-un bazin marin. În timpul Neogenului, în zonă a avut loc o activitate vulcanică intensă, pe fondul căreia s-a dezvoltat un lanț muntos de 50 km lungime: Văratec - Gutâi - Oaș. Rocile eruptive din aceste masive muntoase au în componență minereuri auro-argintifere și de metale neferoase: plumb, zinc, cupru, aur în stare liberă și argint. 

BRD Baia Mare

Primele activități miniere în această zonă sunt atestate din secolele al II-lea și al III-lea d.Hr. În jurul acestor așezări miniere a apărut și s-a dezvoltat orașul Baia Mare.
La începutul mileniului II, minele din regiune erau în proprietatea regilor Ungariei, iar în Evul Mediu, principii Transilvaniei și-au exercitat controlul asupra activităților economice. În secolul al XIV-lea, în Baia Mare funcționa o monetărie. În timpul domniei lui Matei Corvin, după anul 1468, pe monedele bătute în Baia Mare, apar două ciocane de miner încrucișate, care, ulterior, vor face parte atât din sigiliul, cât și din stema orașului.
Exploatarea se făcea prin săparea unor galerii în formă de puț, iar minereul extras era zdrobit în pive, măcinat și spălat. Aurul, în schimb, se găsea atât în stare solidă, „destul de curat și pur de la natură”, cât și în componența minereurilor. Aurul „se spăla în albiile cu nisip ale pâraielor” (Nicolae Olahus, umanist de renume mondial, călător prin Maramureș). Operația de spălare a nisipului aurifer, în albiile râurilor din regiune, era preponderent o atribuțiune a femeilor, soțiile minerilor. Această „imagine”, surprinsă de cetățenii străini ce vizitau Baia Mare, a stat la baza atribuirii denumirii de Cetatea Râul Doamnelor.
În a doua parte a secolului al XX-lea, activitatea minieră a devenit nerentabilă, însă regimul comunist a decis subvenționarea acestui sector. După căderea regimului (1989) și în baza clauzelor de preaderare la structurile Uniunii Europene, mineritul și-a încetat activitatea, toate perimetrele miniere intrând în conservare. (vezi Monografia municipiului Baia Mare, 1972)

## Turism

### Monumente și clădiri
Clădiri

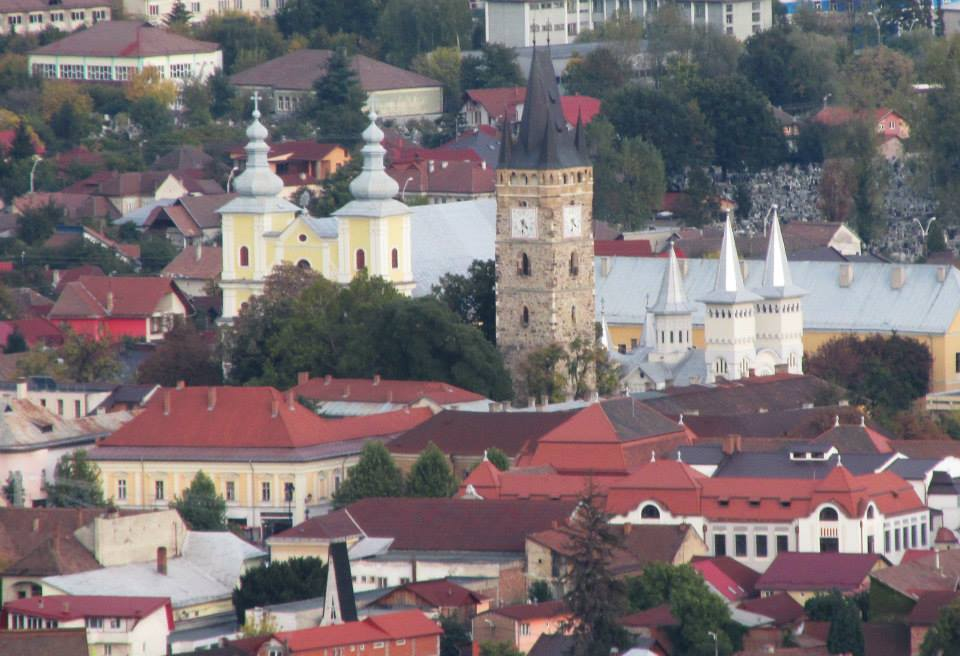
Centrul istoric al municipiului Baia Mare (Orașul medieval Rivulus Dominarum), monumenent istoric din România, clasificat cu numărul: MM-II-a-A-04432; vedere aeriană de pe Dealul Crucii

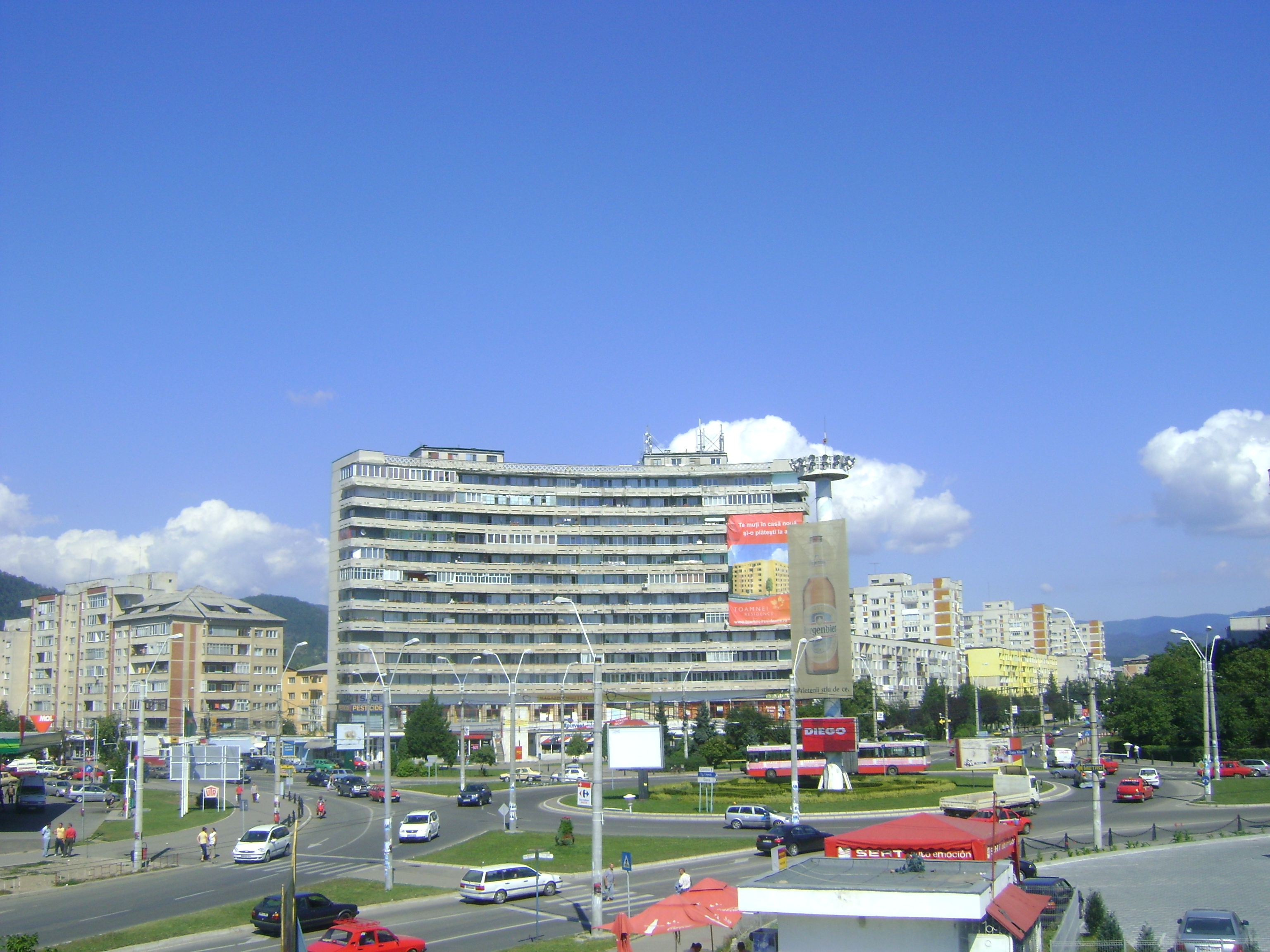
Intrarea în oraș

- Centrul istoric Baia Mare. Fosta Piață Centrală (Circulus fori), în prezent Piața Libertății. Obiective: Casa Iancu de Hunedoara din Baia Mare, Localul Monetăriei Imperiale, Vechiul han Vulturul Negru din Baia Mare, Casa Lendvay etc.
- Turnul Ștefan este o anexă a Catedralei "Sfântul Ștefan", ridicată de Iancu de Hunedoara pe parcursul secolului XV. Construit în stil gotic turnul are 40 m înălțime. Turnul a fost folosit pentru supravegherea eventualelor posibile incendii și supravegherea strategică a orașului. In jurul lui a fost amenajata Piata Cetatii.
- Casa Iancu de Hunedoara sau Casa Elisabeta ridicată în 1446, este parte a vechiului castel medieval ridicat de Iancu pentru soția sa Elisabeta.
- Monetăria din Baia Mare, edificiu ridicat între anii 1734 și 1737. În prezent clădirea slujește drept sediu al Muzeului Județean de Istorie și Arheologie Maramureș.
- Turnul Măcelarilor a fost construit în secolul al XV-lea. Există o legendă, conform căreia din acest turn ar fi fost împușcat Pintea Viteazul. Pintea Viteazu ar fi fost impuscat in zona in care se afla acum Piata de alimente.
- Biserica de lemn din Chechiș, a fost construită în anul 1630; din 1939, a fost mutată în Baia Mare, pe Dealul Florilor. În jurul acestui obiectiv a fost amenajat Muzeul Satului, secție în aer liber a Muzeului de Etnografie și Artă Populară Baia Mare.
- Vechiul han Vulturul Negru, construit înainte de 1790, amplasat în centrul istoric al municipiului Baia Mare (în prezent Piața Libertății). În 1880 a devenit sediu al Primăriei. Din 1950 până în 1999 clădirea a fost ocupată de Judecătoria Baia Mare și de Oficiul de Carte Funciară. În prezent imobilul este cuprins în proiectul „Centrul de Afaceri Millennium III”, fiind reabilitat. Obiectivul este cunoscut sub denumirea de M1.
- Biserica Sfânta Treime este un lăcaș de cult ridicat între anii 1717-1720.
- Catedrala Adormirea Maicii Domnului, edificată între anii 1905-1911 ca biserică parohială greco-catolică, ridicată în anul 1930 la rangul de catedrală.
- Biserica reformată din Baia Mare, construită în stil clasicist la sfârșitul secolului al XVIII-lea
- Clădirea Prefecturii județului Maramureș, inaugurată în 1969, a fost proiectată în stilul tradițional maramureșean,
- Casa de Cultură cu o sală de 700 de locuri, a fost construită în 1971,
- Teatrul municipal, inaugurat în secolul al XVIII-lea, actualul sediu construit în 1967.
- Turnul Combinatului, inaugurat în 1995.
- Catedrala Ortodoxă - în construcție

Complexe statuare
- Monumentul Eroilor Români din Al Doilea Război Mondial. “Monumentul Ostașului Român” a fost dezvelit, în 1960, în Câmpia Tineretului din Baia Mare, fiind dedicat militarilor români care au căzut pe câmpul de luptă în Al Doilea Război Mondial. Opera comemorativă, înaltă de 10,65 m și lungă de 16 m, a fost realizată de Andrei Ostap din piatră și beton.
- Sfatul bătrânilor. Operă a artistului Vida Gheza, amplasată în fața Prefecturii județului Maramureș.
- Statuia Minerului, amplasată in Piața Revoluției din Baia Mare. Operă a artistului Vida Gheza.

## Cultură

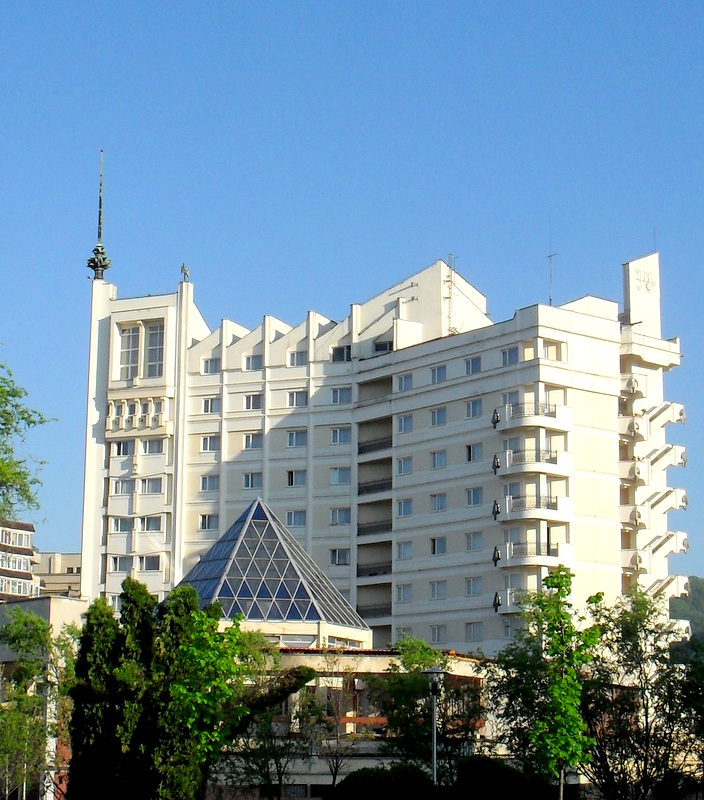
Hotel Mara, Baia Mare

În Baia Mare există 1 bibliotecă (cu mai multe filiale), 6 muzee, 1 planetariu si observator astronomic, 2 teatre, 2 Casa de cultură, 1 Casa a Tineretului, 1 Școală populară de artă și 1 universitate populară. În 2016, Baia Mare a candidat pentru titlul de Capitală Europeană a Culturii 2021, și s-a calificat în finală alături de Timișoara (care a și câștigat), București și Cluj Napoca.
- Biblioteca Județeană "Petre Dulfu" Baia Mare
- Muzeul Județean de Istorie și Arheologie Baia Mare
- Muzeul de Mineralogie Baia Mare
- Planetariul și Observatorul Astronomic Baia Mare
- Centrul artistic Baia Mare - Muzeul de Artă
- Muzeul de Etnografie și Artă Populară Baia Mare
- Teatrul Municipal Baia Mare
- Teatrul de Păpuși Baia Mare

## Activități literare
Scriitori băimăreni membri ai Uniunii Scriitorilor din România:
- Diana ADAMEK
- Alexa Gavril BÂLE
- Gheorghe Mihai BÂRLE
- Nicolae BREBAN
- Florica BUD
- Elena CĂRĂUȘAN
- Carmen DĂRĂBUȘ
- Rodica Maria DRAGOMIR
- Tatiana DRAGOMIR
- Marian ILEA
- Ioan DRAGOȘ
- Terezia FILIP
- Nicolae GOJA
- Ioan GROȘAN
- Săluc HORVAT
- Ștefan JURCĂ
- Delia MUNTEAN
- Cornel MUNTEANU
- Ana OLOS
- Adrian OȚOIU
- Gheorghe PÂRJA
- Florian ROATIȘ
- Nicolae SCHEIANU
- Daniela SITAR-TĂUT
- Nicolae WEISZ

În cadrul Bibliotecii Județene „Petre Dulfu” din Baia Mare își desfășoară activitatea Cenaclul Scriitorilor din Maramureș. Președinte fondator: Ion Burnar; președinte în funcție: Florica Bud. 

## Personalități
- István Réti (1872 - 1945), pictor, unul din inițiatorii coloniei de pictură de la Baia Mare;
- Józsi Jenő Tersánszky (1888 - 1969), scriitor și dramaturg maghiar;
- László Németh (1901 - 1975), scriitor maghiar;
- Vida Gheza (1913 - 1980), sculptor, politician comunist, membru corespondent al Academiei Române;
- Iosif Uglar (1920-2006), politician comunist român de origine maghiară;
- Alexandru Șainelic (n. 1926), pictor român;
- Ioan Ceterchi (1926 - 1992), jurist, membru corespondent al Academiei Române;
- Nicolae Breban (n. 1934), prozator și eseist ;
- Lucian Mureșan (n. 1937), cardinal, arhiepiscop-major, întâistătătorul Bisericii Române Unite cu Roma, Greco-Catolică;
- Alexandru Mesian (1937 -  2023)[30],  fost episcop greco-catolic de Lugoj;
- Dumitru Fărcaș (1938 - 2018), taragotist de marcă al muzicii populare românești;
- Mircea Sasu (1939 - 1983), - 9  - selecții pentru România. A jucat pentru FC Baia Mare, UTA Arad, Dinamo București și Fenerbahçe SK;
- Vasile Gergely (1941 - 2020)[31], - 36 - de selecții pentru România, inclusiv la Campionatul Mondial de Fotbal 1970. A  jucat pentru FC Baia Mare, Dinamo București,  Hertha BSC Berlin și Durban City;
- Radu Pamfil (1951 - 2009) - component al generației de aur al echipei FC Baia Mare. A jucat  pentru FC Baia Mare și Dinamo București;
- Gheorghe Costin (dirijor) (n. 1955), dirijor;
- Corin Braga (n. 1961), profesor de literatură comparată, romancier și critic literar;
- Ioan Tătăran (n. 1961) - 4 - selecții pentru România. A  jucat pentru FC Baia Mare, CSA Steaua București, Gloria Bistrița și Farul Constanța;
- Delia Muntean (n. 1964), critic literar;
- Anton Weissenbacher (n. 1965) - 1 - selecție pentru România.   A  jucat pentru FC Baia Mare, CSA Steaua București, Bihor Oradea și SV Eintracht Trier 05. Cu  CSA Steaua București  a câștigat Cupei Campionilor Europeni, Supercupa Europei , și a fost finalist în Cupa Intercontinentală;
- Andrei Bodiu (1965 - 2014), poet și teoretician literar;
- Zoltan Szekely (n. 1967), fost arbitru FIFA;
- Vasile Miriuță (n. 1968),fost fotbalist, actual antrenor de fotbal;
- Noemi Lung (n. 1968),  înotătoare, laureată cu argint și cu bronz la Jocurile Olimpice de vară Seul 1988;
- Romulus Buia (n. 1970), fost fotbalist, actual antrenor de fotbal;
- Cristian Balaj (n. 1971), fost arbitru FIFA
- Eugen Apjok (n. 1972), antrenor de rugby;
- Narcisa Suciu (n. 1975), cântăreață și compozitoare;
- Adrian Sînă (n. 1977), cântăreț, fondator și component al formației - Akcent;
- Adrian Ghenie (n. 1977), pictor român contemporan;
- Paula Seling (n. 1978), cântăreață și compozitoare;
- Ștefan Gherghel (n. 1978),  înotător român, deținător a multiple recorduri naționale și internaționale, vicecampion mondial și european în probele de 200m fluture și reprezentantul României la trei ediții a Jocurilor Olimpice - Sydney 2000, Atena 2004 și Beijing 2008;
- Paul Panait (n. 1978), cântăreț, membru al formației - GAZ Pe FOC;
- Sorin Brotnei (n. 1980), cântăreț, fost component al formației - Akcent;
- Mihai Morar (n. 1981), prezentator de televiziune și de radio, redactor și DJ muzical;
- Raluca Șulean (n. ?), cântăreață, componentă al formației - ATAC;
- Adrian Păsărică (n. ?), cântăreț, component al formației - ATAC;
- Ovidiu Hoban (n. 1982), fotbalist;
- Raluca Antonia Udroiu (n. 1982),înotătoare,a reprentat România în 2000 la   Jocurile Olimpice de vară   din Australia și Campionatele Europene de Natație  din Finlanda;
- Corneliu Ulici (n. 1983), actor,cântăreț,fost component al formației - Akcent;
- Camelia Hotea (n. 1984), handbalistă, componentă a  echipa națională a României;
- Daniel Brata (n. 1984), judoka;
- AMI (cântăreață) (n. 1989),  cântăreață și compozitoare
- Florin Achim (n. 1991), fotbalist;
- Irina Giurgiu (n. 1991), fotbalistă;
- Sorin Șerban (n. 2000), fotbalist.

## Cetățeni de onoare
Consiliul Local Baia Mare poate conferi titlul de cetățean de onoare persoanelor fizice române sau străine cu valoare, competență și moralitate recunoscute de către comunitatea locală și care au avut o contribuție deosebită la dezvoltarea și la creșterea prestigiului municipiului Baia Mare sau al țării pe plan național și internațional. Propunerile pentru a conferi titlul de cetățean de onoare pot fi făcute de primarul municipiului Baia Mare, de consilierii locali, de instituții publice, de asociații și organizații neguvernamentale.
Deținătorii titlului de cetățean de onoare au dreptul:
1. de a lua cuvântul la ședințele Consiliului Local
2. de a participa gratuit la toate manifestările organizate de către Consiliul Local
3. de acces gratuit la spectacolele organizate de către Teatrul Municipal Baia Mare
4. de a călători gratuit pe mijloacele de transport în comun
5. de a primi, în situații deosebite, gratificații sub formă bănească sau alte facilități materiale

Titlul de cetățean de onoare poate fi retras în următoarele situații:
1. când persoana laureată are un dosar pe rol, în cauze care ar leza imaginea titlului
2. când persoana laureată produce prejudicii de imagine sau de altă natură municipiului Baia Mare, locuitorilor săi ori țării

Titlul de cetățean de onoare al municipiului Baia Mare a fost instituit în 1993.

## Educație
În Baia Mare există 23 școli, 34 grădinițe și 18 licee. Învățământul universitar este reprezentat prin:
- Universitatea de Nord
- Universitatea Bogdan Vodă din Baia Mare
- Universitatea de Arte „Vatra” din Baia Mare
- Universitatea de Vest Vasile Goldiș Baia Mare

Dintre liceele naționale sunt cunoscute:
- Colegiul Național Gheorghe Șincai
- Liceul Teoretic Emil Racoviță
- Colegiul Național Vasile Lucaciu
- Colegiul Național Mihai Eminescu
- Liceul de Artă
- Colegiul Economic Nicolae Titulescu
- Liceul cu Program Sportiv
- Colegiul Tehnic George Barițiu
- Colegiul Tehnic Anghel Saligny
- Colegiul Tehnic C.D. Nenițescu
- Liceul Teoretic Németh László

## Tineret
În anul 2017, Baia Mare a intrat în cursa pentru titlul de Capitala Tineretului din România printr-o candidatură concepută de municipiu împreuna cu Federația Organizațiilor Neguvernamentale de Tineret din Maramureș. A ajuns în finală și a luptat pentru titlul de Capitală a Tineretului din România 2018-2019 împreună cu orașul Iași și Satu Mare.
În data de 11 noiembrie 2017 Baia Mare a câștigat titlul de Capitală a Tineretului din România 2018-2019, urmând să implementeze proiectul în perioada 2 mai 2018 - 1 mai 2019.
Un juriu independent, alcătuit din reprezentanți ai sectorului neguvernamental de tineret, ai mediului privat, ai organizațiilor de tineret ale partidelor politice parlamentare și ai unor instituții publice, au evaluat candidaturile celor trei orașe finaliste. Jurizarea a fost făcută în funcție de o serie de criterii, printre care motivația care a stat la baza fundamentării candidaturii, coerența viziunii, a misiunii și a obiectivelor, și corelarea proiectelor propuse cu strategii și documente de politici publice de tineret.
În anul 2019, Baia Mare a intrat în finala pentru titlul de Capitală Europeană a Tineretului 2022 împreună cu orașele Kazan (Rusia), Poznań (Polonia), Tirana (Albania) și Varaždin (Croația). În prima etapă Baia Mare a concurat împreună cu orașele Bilbao (Spania), Gdynia (Polonia), Kazan (Rusia), Leiden (Olanda), Lviv (Ucraina), Poznań (Polonia), Ribeira Grande (Portugalia), Tirana (Albania), Ulyanovsk (Rusia), Varaždin (Croația) și Veszprém (Ungaria). Câștigătorul a fost anunțat în noiembrie 2019, acesta fiind orașul Tirana (Albania).

## Sport
În Baia Mare există numeroase cluburi sportive, printre care:
- CSU Știința, cu secțiile:
  - HCM Știința Baia Mare, echipă de handbal feminin - desființată în 2016
  - CSM Știința Baia Mare, echipă rugby, dublu campion național
  - CSU Știința Explorări, echipă de volei masculin
  - Orientare Sportivă
- HC Minaur Baia Mare, club de handbal masculin, primul club de handbal din România.
- CS Minaur Baia Mare, club de handbal feminin, înființat în 2015.
- CS Minaur Baia Mare, club de fotbal, înființat în 2015[34]. joacă în Liga a III-a.
- CS "AS Independența" Baia Mare", club de fotbal feminin, înființat în 2011, participant în Liga I
- CSM Baia Mare cu secțiile de:
  - Tir-talere
  - Atletism
  - Box
  - Judo
  - Culturism
  - Natație
  - Rugby
  - Volei
  - Handbal
- CS Marta, club de handbal
- CS Extrem, club de handbal
- CSS 2 Baia Mare, club de handbal și volei
- C.S. SUPERSPORT Baia Mare , club de badminton, înființat în 2011.

## Sănătate
În prezent, în Baia Mare funcționează mai multe spitale, clinici și instituții medicale printre care Spitalul Județean Baia Mare — construit între anii 1966–1971 și inaugurat în februarie 1972 — și spitalul privat EuroMedica, care funcționează împreună cu clinica MedCenter.
Unul dintre spitalele performante ale județului Maramureș, dar și un spital model pentru România este Spitalul de Boli Infecțioase și Psihiatrie Baia Mare.

## Transport

### Transport în comun
Rețeaua de transport în comun este operată de S.C. URBIS S.A. Baia Mare. Transportul public în municipiul Baia Mare și Zona Metropolitană Baia Mare este responsabilitatea S.C. URBIS S.A. și include o rețea de autobuze, troleibuze și microbuze. S.C. URBIS S.A. Baia Mare a fost creată prin reorganizarea Regiei Autonome a Serviciilor Publice URBIS Baia Mare în 1998, în baza H.C.L. nr.210/1997, ca societate pe acțiuni, unicul acționar fiind Consiliul Local Baia Mare. În 2013, urmare a Hotărârii A.G.A. nr.2/2013 și a Protocolului de înființare a Zonei Metropolitane Baia Mare pe lângă municipiul Baia Mare au devenit acționari orașul Tăuții Măgherăuș, comunele Dumbrăvița, Recea, Groși și Săcălășeni.

#### Autobuze

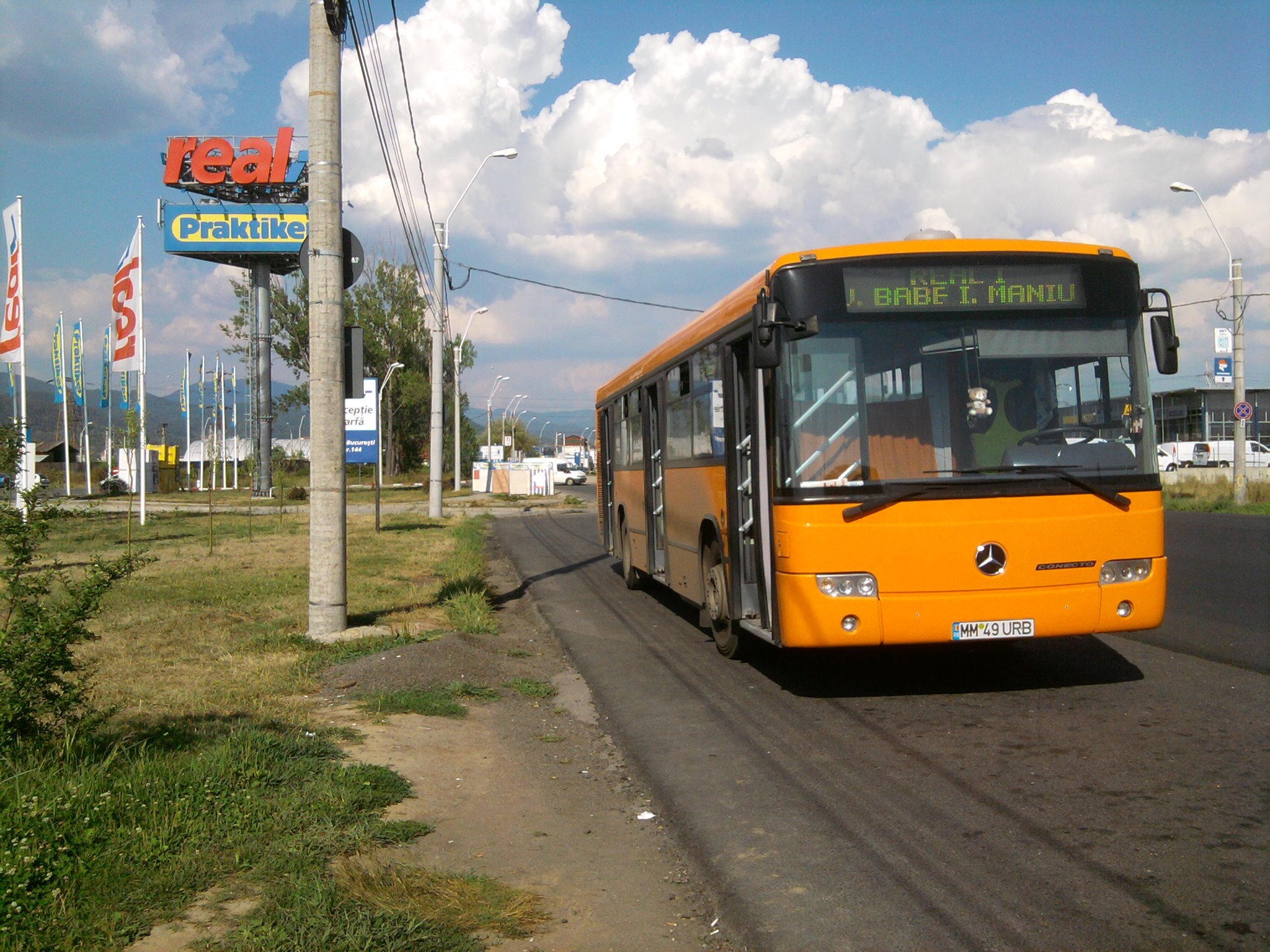
Autobuz în Baia Mare (model Mercedes-Benz Conecto)

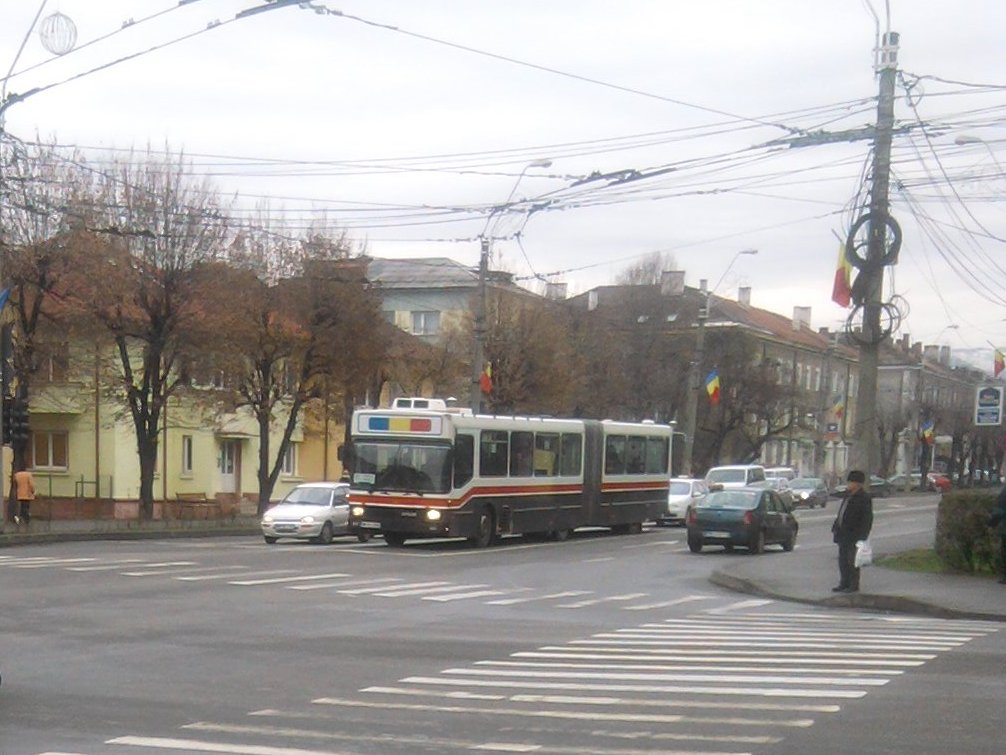
Autobuz în Baia Mare (model NAW BGU 5-25)

Sistemul de autobuze al S.C. URBIS S.A. este cel mai extensiv dintre toate metodele de transport în comun din Baia Mare, parcul de autobuze era de 73 bucăți la sfârșitul anului 2023 care circulau pe 36 de trasee, dintre care 10 sunt trasee speciale spre agenți economici la orele de schimb.
- 1. Mina Săsar – Gara CFR – Piața Revoluției – Piața Izvoare – Bifurcație Baraj
- 3/11. URBIS – Piața Izvoare – Piața Revoluției – Unic
- 4. Dorna – Spital Județean – Piața Revoluției – Piața Izvoare – Cartier Vasile Alecsandri
- 5. URBIS – Stadion – Unic – Valea Borcutului
- 6. Autogară – Bușag – Merișor
- 7. Autogară – Unic – Tăuții Măgherăuș – Băița
- 7/6. Autogară – Unic – Tăuții Măgherăuș – Băița – Bușag – Merișor
- 7/13. Autogară – Unic – Tăuții Măgherăuș – Băița – Nistru
- 8. Gara CFR – Piața Revoluției – IMMUM – Baia Sprie
- 9. Dorna – Autogară – Piața Revoluției – Piața Izvoare – Str. Alba Iulia – Colonia Topitorilor
- 10. Gara CFR – Pietrosul – Stadion
- 12. Autogară – Recea – Lapușel
- 12/27. Autogară – Recea – Lapușel – Bozânta Mică
- 12/24/27/28. URBIS – Piața Izvoare(Str. Mihai Eminescu) – Cartier Vasile Alecsandri – Pietrosul – Recea – Lapușel – Bozânta Mică
- 13. Autogară – Nistru
- 13/7. Autogară – Băița – Nistru
- 14. IMMUM – Satu Nou de Sus
- 15. Autogară – Aramis
- 18. IMMUM – Ferneziu – Firiza – Blidari
- 20. Auchan – Semilună – Vivo – E-ON Gaz
- 21. Baia Sprie – Chiuzbaia
- 24. Autogară – Mocira
- 24/28. Autogară – Săsar – Mocira
- 27. Autogară – Bozânta Mică
- 28. Autogară – Săsar
- 29. Autogară – Bozânta Mare
- 36. Baia Sprie – Stadion – Italsofa
- 37. URBIS – Albina – Meda – Italsofa
- 38. URBIS - Meda - Italsofa
- 39. Gara CFR – Italsofa
- 40. URBIS – Metro
- 41. Str. Grănicerilor – Infinity
- 42. URBIS – Piața Izvoare – Infinity

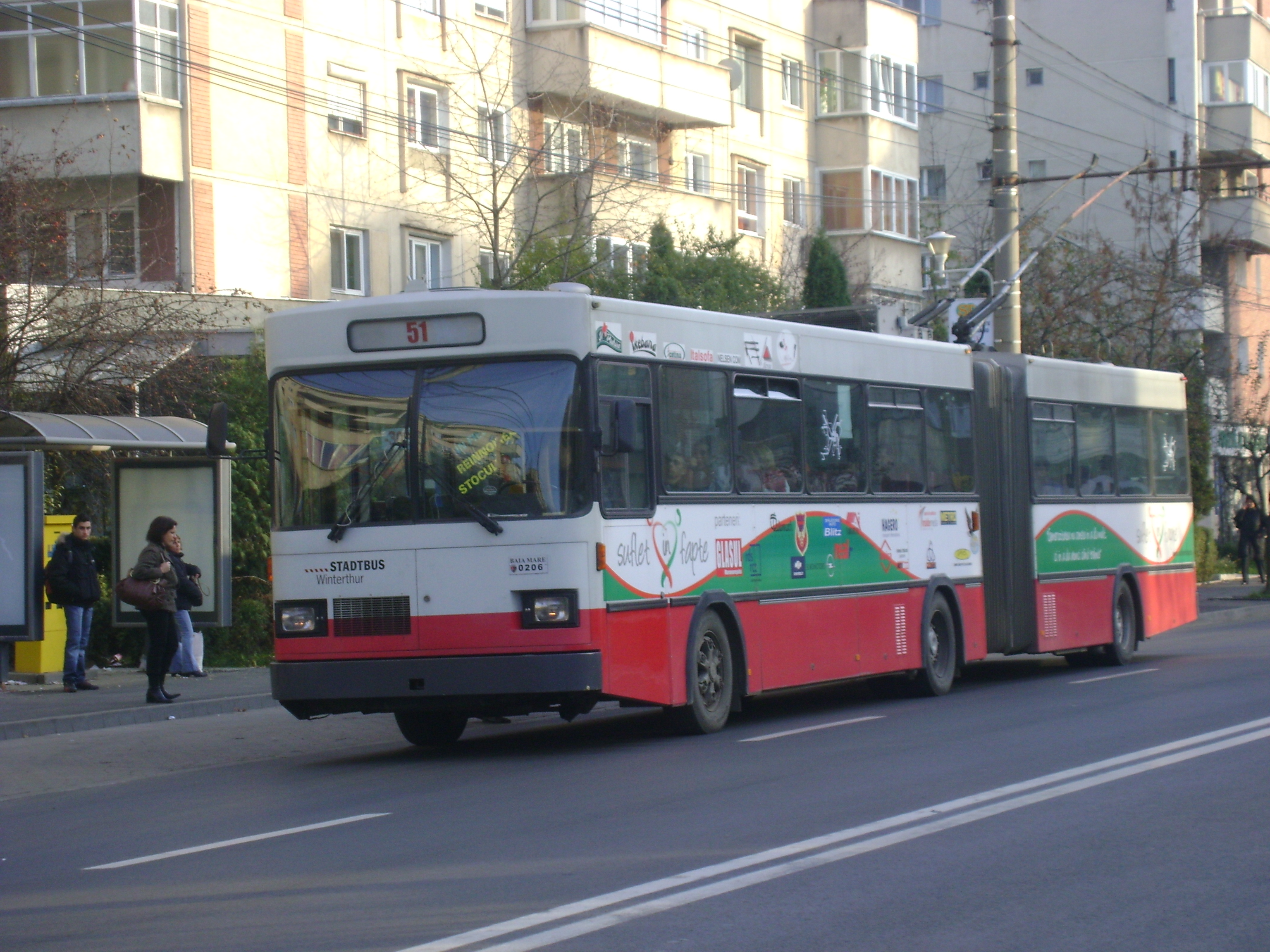
Troleibuz în Baia Mare (model Saurer GT 560/640-25)

- 43. Feriga – Dalia – Infinity
- 44. URBIS – Unic – Infinity

#### Troleibuze
Sistemul de troleibuz al S.C. URBIS S.A. are o lungime de 13,10 km, parcul de troleibuze era de 18 bucăți la sfârșitul anului 2019 care circulau pe 2 trasee, asigurând transportul public electric din Baia Mare.
- 50. URBIS – Piața Izvoare – Piața Revoluției – Gara CFR
- 54. Auchan – Gara CFR – Bld. Republicii – Cartier Vasile Alecsandri – Str. Mihai Eminescu – Piața Izvoare

### Transport rutier
Baia Mare este situată pe drumul european E58, respectiv DN1C.De aici pornește drumul național DN18 spre municipiul Sighetul Marmației. Este planificat drumul expres Baia Mare–Vaja, care va fi racordat la autostrada M3 a Ungariei.

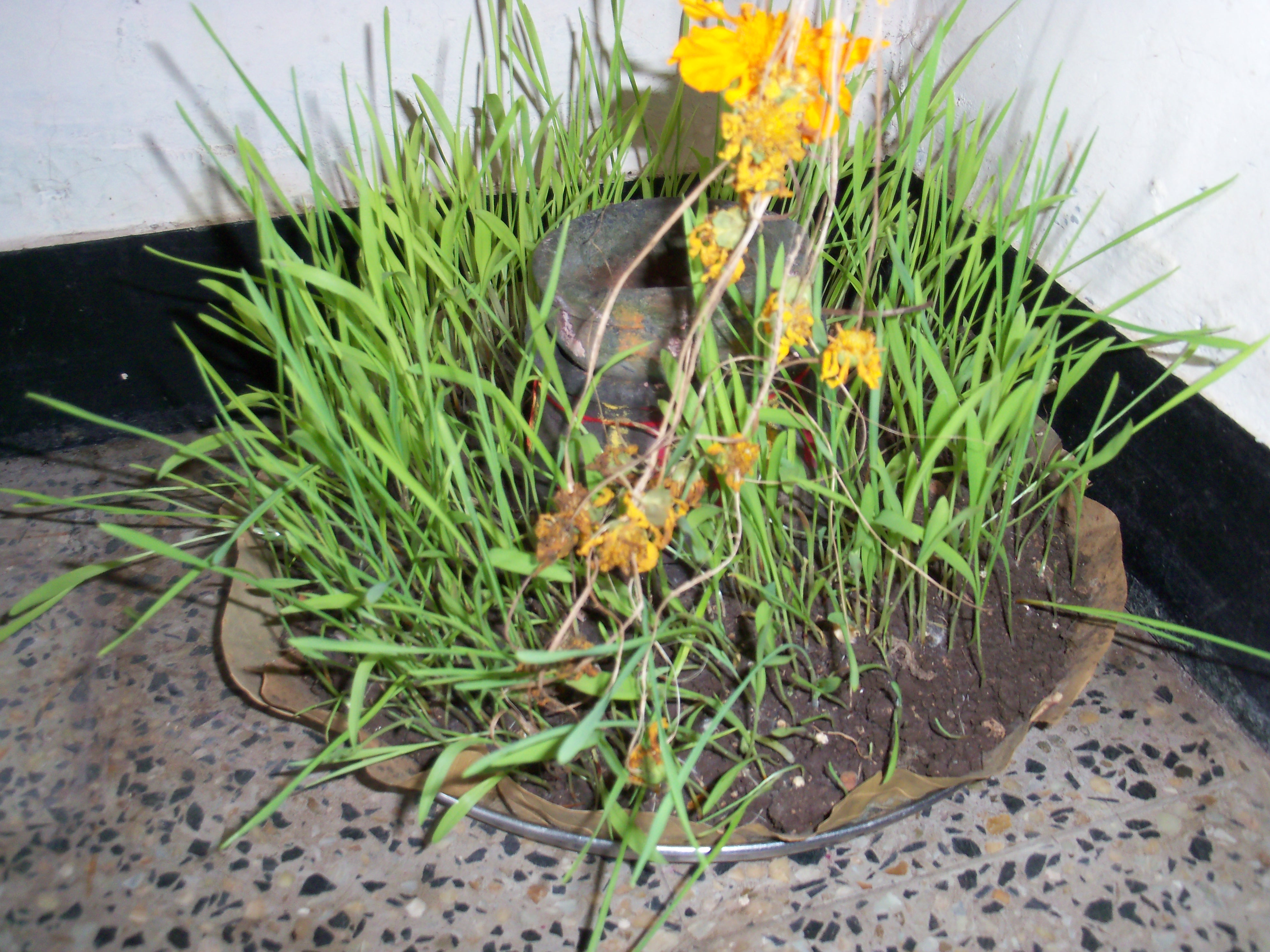
Gara Baia Mare

### Transport feroviar
Baia Mare este un nod feroviar situat pe magistrala 400 a Căilor Ferate Române. Gara este deschisă atât traficului intern cât și internațional. Prin gara Baia Mare trec zilnic trenuri InterRegio (IR), InterRegioNight (IRN), Regio (R) și Regio-Expres (R-E) ale operatorilor CFR Călători și InterRegional Călători. Orașul Baia Mare a fost legat la rețeaua de cale ferată în 1884, odată cu inaugurarea liniei de cale ferată Satu Mare – Baia Mare. Cu această ocazie a fost construită și prima gară din oraș. În 1899, odată cu inaugurarea liniei de cale ferată Jibou – Baia Mare, orașul a fost legat de Jibou și Dej. În anii '60 dezvoltarea socio-economică, în special a industriei miniere din zonă și sistematizarea orașului, mai ales in zonele de sud și vest, au impus mutarea vechii gării din interiorul orașului, pe un nou amplasament, cu acces liber din ambele direcții: Satu Mare și Jibou. Linia ferată care traversa orașul de la vest spre est, a fost dezafectată iar pe o nouă variantă a liniei, în partea de sud-vest a orașului, a fost amplasată noua gară Baia Mare inaugurată în 1968.

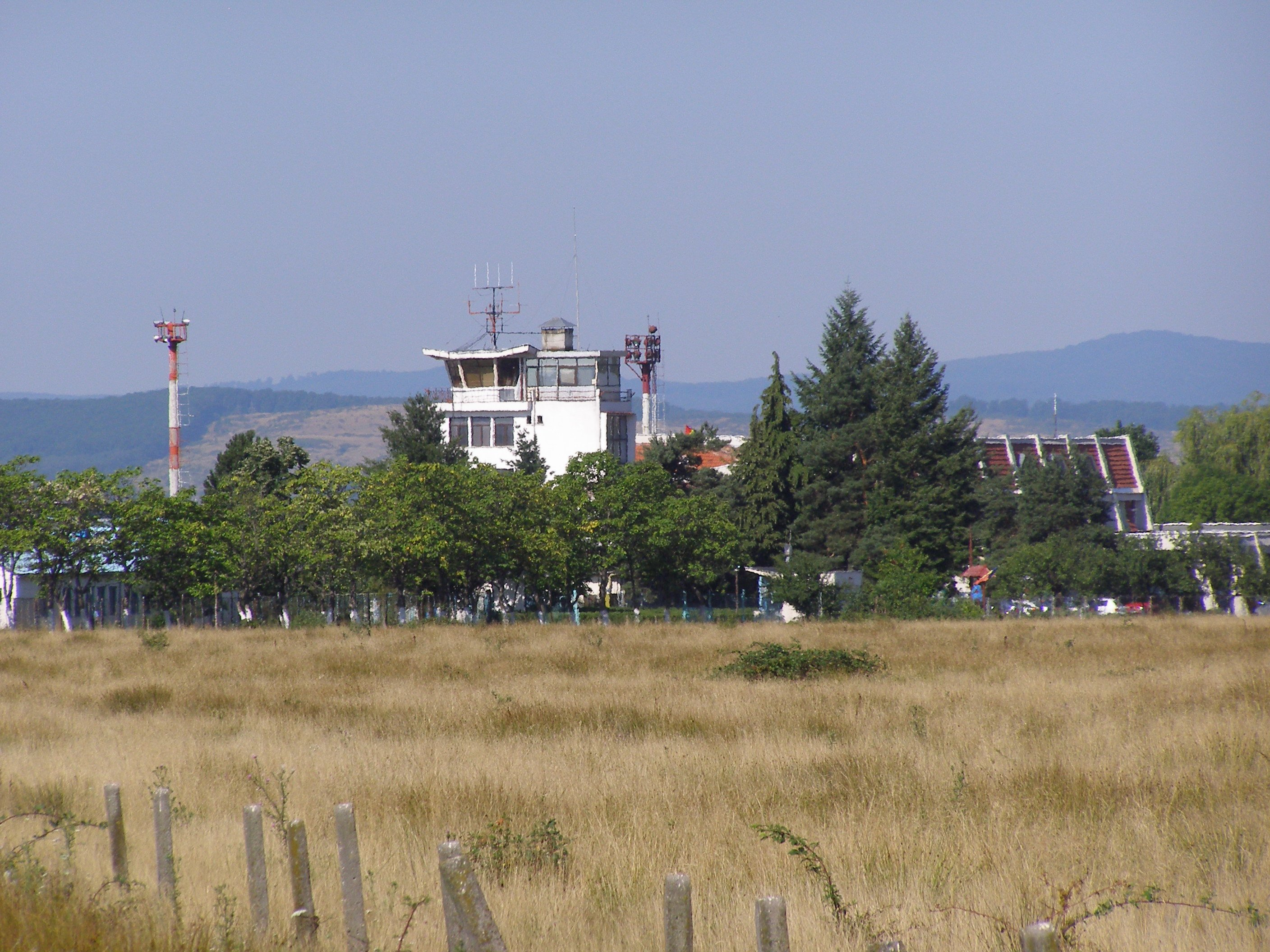
Aeroportul Internațional Maramureș din Tăuții Măgherăuș

### Transport aerian
Municipiul Baia Mare este deservit de Aeroportul Internațional Maramureș. Acesta este situat în orașul Tăuții Măgherăuș la aproximativ 9 km față de centrul municipiului. Pe 19 august 1951 a fost inaugurat Aeroportul Baia Mare amplasat lângă comuna Recea. În 1966 aeroportul a fost mutat pe actualul amplasament pe teritoriul localității Tăuții Măgherăuș, fiind inaugurat pe 10 ianuarie 1966. La data de 1 august 2007, Aeroportul Baia Mare a fost declarat aeroport internațional. iar pe 23 aprilie 2008 s-a efectuat primul zbor internațional pe ruta Baia Mare-Viena. La data de 27 aprilie 2017 numele aeroportului a fost schimbat din „Aeroportul International Baia Mare” în „Aeroportul International Maramureș”.

## Orașe înfrățite
Municipiul Baia Mare este înfrățit cu 8 localități:
- Bielsko-Biała, Polonia din  2003
- Hollywood, Florida, SUA din  2001
- Hódmezővásárhely, Ungaria din  2001
- Kitwe, Zambia din  1972
- Nyíregyháza, Ungaria din  2003
- Serino, Italia din  2001
- Szolnok, Ungaria din  1990
- Wels, Austria din  2000

## Orașe, autorități publice și instituții partenere
Municipiul Baia Mare este partener cu 10 localități, autorități publice și instituții:

### Localități
- Braga Portugalia
- Gdańsk Polonia
- Ivano-Frankivsk Ucraina
- Milano Italia
- Paris Franța
- Torino Italia
- Wrocław Polonia

### Autorități publice
- Eurométropole de Strasbourg Franța
- Länsstyrelsen Skåne Suedia

### Instituții
- Barcelona Activa Spania

## Mass-media

### Televiziune
- Maramureș TV Arhivat în 19 decembrie 2008, la Wayback Machine.
- TL+ MARAMURES

### Radio
- City Radio - 104.2 MHz
- Digi FM - 105.3 MHz
- Europa FM - 90.5 MHz
- Itsy Bitsy - 91.6 MHz
- Kiss FM - 88.5 MHz
- Național FM - 107,4 MHz
- Radio Maria - 95.4 MHz
- Radio România Actualități - 720 KHz și 102.5 MHz
- Radio România Antena Satelor - 153 KHz
- Radio România Cultural - 100.1 MHz
- Radio Transilvania - 106.1 MHz
- Radio Trinitas - 94.3 MHz
- Radio Zu - 98.5 MHz
- Social FM - 96.9 MHz
- Virgin Radio România - 92.1 MHz

### Ziare
- Gazeta de Maramureș - săptămânal; ediție tipărită și ediție electronică
- Glasul Maramureșului - cotidian; ediție tipărită și ediție electronică Arhivat în 3 iunie 2021, la Wayback Machine.
- Graiul Maramureșului - cotidian; ediție tipărită și ediție electronică
- Informația Zilei - cotidian; ediție tipărită și ediție electronică
- Actual MM - cotidian; ediție electronică
- DirectMM - cotidian; ediție electronică
- eMaramures - cotidian; ediție electronică
- JurnalMM - cotidian; ediție electronică
- Ziarul de Baia Mare - cotidian; ediție electronică
- ZiarMM - cotidian; ediție electronică

## Evenimente
- Un eveniment de amploare organizat anual în Baia Mare este Sărbătoarea Castanelor (sărbătoarea orașului). Prima ediție s-a desfășurat în anul 1993. Din 2015 printr-o hotărâre a Consiliului Local a devenit Festivalul Castanelor, iar locațiile unde se desfășoară evenimentul fiind Bulevardul Unirii (unde se amplasează scena principală, pe care deja au concertat artiști de renume internațional spre exemplu Culture Beat, Sabrina, Dr. Alban, Tinie Tempah etc) și scena 2 fiind scena amplasată în Centrul Vechi            (Piața Libertății) al orașului unde se organizează concerte de operă, muzică clasică, populară, ușoară, modernă, folk sau rock. În 2017 pe scena din Centrul Vechi a concertat în cadrul Festivalului Castanelor Thomas Anders&Modern Talking Band.
- „Expo-flora” — expoziție de aranjamente florale. Primele ediții s-au desfășurat în incinta Casei Tineretului; după 2008, tradiționala manifestare a avut loc în Pavilionul Muzeului de Etnografie și Artă Populară (clădirea fostului Teatru de vară), iar în prezent Expo-Flora se desfășoară în Piața Revoluției. Evenimentul fiind organizat de SPAU Baia Mare.
- În fiecare an în septembrie este organizat Festivalul Centrul Vechi, sau după cum este mai cunoscut, Főtér Fesztivál. Este un festival organizat de tineretul maghiar din municipiu.
- Începând cu stagiunea 2005/2006, în Baia Mare se organizează anual Festivalul Internațional de Teatru Atelier (director Radu Macrinici). Primele treisprezece ediții ale Festivalului s-au desfășurat în orașele Sf. Gheorghe și Sighișoara.
- „Ziua Artistului Plastic” — o manifestare elevată, menită să omagieze breasla artiștilor contemporani se desfășoară anual, în data de 5 mai. La fiecare ediție a Anualei Artelor participă cu lucrări reprezentative (selectate de organizatori, Filiala Baia Mare a UAPR) artiști consacrați, debutanți, precum și invitați străini.
- Tot în Baia Mare se desfășoară Festivalul național de muzică pentru copii „Ursulețul de aur” (inițiator și organizator: Doina Bentu) — prima ediție: 1983.
- O tradiție în Baia Mare o reprezintă și Târgul de Crăciun care cuprinde o multitudine de evenimente culturale la scena amplasată în Piața Libertății, alături de un imens brad de Crăciun dar și un frumos patinoar.
- 5 Septembrie - Ziua oficiala a Orașului de aur Baia Mare - Azi în 5 septembrie băimărenii își declara public sau privat dragostea față de oraș și față de semeni cât și dorința lor sinceră de a evolua cu toții împreună muncind cot la cot pentru binele și evoluția comunității. Azi conform datinilor fiecare își scrie în agenda personală, pe-o hârtie sau pe internet o declarație scrisă din inima, un angajament față de propia persoană, o dorința aprinsă, un vis. Turiștii dar și localnicii își pun dorințe la faimosul zid al dorințelor din centrul orașului Baia Mare.